# ERBB4
Receptorska tirozinska proteinska kinaza erbB-4 je enzim koji je kod ljudi kodiran ERBB4 genom. Alternativno splajsovane varijante koje kodiraju različite proteinske izoforme su poznate; mada sve nisu izučene.

## Interakcije
ERBB4 formira interakcije sa:
- DLG4[7][8]
- NRG1,
- STAT5A,[9][10] and
- YAP1.[11]

## Literatura
- Carpenter G (2003). „ErbB-4: mechanism of action and biology”. Experimental Cell Research. 284 (1): 66—77. PMID 12648466. doi:10.1016/S0014-4827(02)00100-3.
- Culouscou JM, Plowman GD, Carlton GW, Green JM, Shoyab M (1993). „Characterization of a breast cancer cell differentiation factor that specifically activates the HER4/p180erbB4 receptor”. The Journal of Biological Chemistry. 268 (25): 18407—10. PMID 7689552.
- Barbacci EG, Guarino BC, Stroh JG, Singleton DH, Rosnack KJ, Moyer JD, Andrews GC (1995). „The structural basis for the specificity of epidermal growth factor and heregulin binding”. The Journal of Biological Chemistry. 270 (16): 9585—9. PMID 7721889. doi:10.1074/jbc.270.16.9585.
- Nagata K, Kohda D, Hatanaka H, Ichikawa S, Matsuda S, Yamamoto T, Suzuki A, Inagaki F (1994). „Solution structure of the epidermal growth factor-like domain of heregulin-alpha, a ligand for p180erbB-4”. The EMBO Journal. 13 (15): 3517—23. PMC 395255 . PMID 8062828.
- Plowman GD, Culouscou JM, Whitney GS, Green JM, Carlton GW, Foy L, Neubauer MG, Shoyab M (1993). „Ligand-specific activation of HER4/p180erbB4, a fourth member of the epidermal growth factor receptor family”. Proceedings of the National Academy of Sciences of the United States of America. 90 (5): 1746—50. PMC 45956 . PMID 8383326. doi:10.1073/pnas.90.5.1746.
- Cohen BD, Green JM, Foy L, Fell HP (1996). „HER4-mediated biological and biochemical properties in NIH 3T3 cells. Evidence for HER1-HER4 heterodimers”. The Journal of Biological Chemistry. 271 (9): 4813—8. PMID 8617750. doi:10.1074/jbc.271.9.4813.
- Andersson B, Wentland MA, Ricafrente JY, Liu W, Gibbs RA (1996). „A "double adaptor" method for improved shotgun library construction”. Analytical Biochemistry. 236 (1): 107—13. PMID 8619474. doi:10.1006/abio.1996.0138.
- Yu W, Andersson B, Worley KC, Muzny DM, Ding Y, Liu W, Ricafrente JY, Wentland MA, Lennon G, Gibbs RA (1997). „Large-scale concatenation cDNA sequencing”. Genome Research. 7 (4): 353—8. PMC 139146 . PMID 9110174. doi:10.1101/gr.7.4.353.
- Elenius K, Paul S, Allison G, Sun J, Klagsbrun M (1997). „Activation of HER4 by heparin-binding EGF-like growth factor stimulates chemotaxis but not proliferation”. The EMBO Journal. 16 (6): 1268—78. PMC 1169725 . PMID 9135143. doi:10.1093/emboj/16.6.1268.
- Chang H, Riese DJ, Gilbert W, Stern DF, McMahan UJ (1997). „Ligands for ErbB-family receptors encoded by a neuregulin-like gene”. Nature. 387 (6632): 509—12. PMID 9168114. doi:10.1038/387509a0.
- Carraway KL, Weber JL, Unger MJ, Ledesma J, Yu N, Gassmann M, Lai C (1997). „Neuregulin-2, a new ligand of ErbB3/ErbB4-receptor tyrosine kinases”. Nature. 387 (6632): 512—6. PMID 9168115. doi:10.1038/387512a0.
- Chow NH, Liu HS, Yang HB, Chan SH, Su IJ (1997). „Expression patterns of erbB receptor family in normal urothelium and transitional cell carcinoma. An immunohistochemical study”. Virchows Archiv. 430 (6): 461—6. PMID 9230911. doi:10.1007/s004280050056.
- Zhang D, Sliwkowski MX, Mark M, Frantz G, Akita R, Sun Y, Hillan K, Crowley C, Brush J, Godowski PJ (1997). „Neuregulin-3 (NRG3): a novel neural tissue-enriched protein that binds and activates ErbB4”. Proceedings of the National Academy of Sciences of the United States of America. 94 (18): 9562—7. PMC 23218 . PMID 9275162. doi:10.1073/pnas.94.18.9562.
- Elenius K, Corfas G, Paul S, Choi CJ, Rio C, Plowman GD, Klagsbrun M (1997). „A novel juxtamembrane domain isoform of HER4/ErbB4. Isoform-specific tissue distribution and differential processing in response to phorbol ester”. The Journal of Biological Chemistry. 272 (42): 26761—8. PMID 9334263. doi:10.1074/jbc.272.42.26761.
- Komurasaki T, Toyoda H, Uchida D, Morimoto S (1998). „Epiregulin binds to epidermal growth factor receptor and ErbB-4 and induces tyrosine phosphorylation of epidermal growth factor receptor, ErbB-2, ErbB-3 and ErbB-4”. Oncogene. 15 (23): 2841—8. PMID 9419975. doi:10.1038/sj.onc.1201458.
- Fiddes RJ, Campbell DH, Janes PW, Sivertsen SP, Sasaki H, Wallasch C, Daly RJ (1998). „Analysis of Grb7 recruitment by heregulin-activated erbB receptors reveals a novel target selectivity for erbB3”. The Journal of Biological Chemistry. 273 (13): 7717—24. PMID 9516479. doi:10.1074/jbc.273.13.7717.
- Jones JT, Ballinger MD, Pisacane PI, Lofgren JA, Fitzpatrick VD, Fairbrother WJ, Wells JA, Sliwkowski MX (1998). „Binding interaction of the heregulinbeta egf domain with ErbB3 and ErbB4 receptors assessed by alanine scanning mutagenesis”. The Journal of Biological Chemistry. 273 (19): 11667—74. PMID 9565587. doi:10.1074/jbc.273.19.11667.
- Srinivasan R, Poulsom R, Hurst HC, Gullick WJ (1998). „Expression of the c-erbB-4/HER4 protein and mRNA in normal human fetal and adult tissues and in a survey of nine solid tumour types”. The Journal of Pathology. 185 (3): 236—45. PMID 9771476. doi:10.1002/(SICI)1096-9896(199807)185:3<236::AID-PATH118>3.0.CO;2-7.
- Harari D, Tzahar E, Romano J, Shelly M, Pierce JH, Andrews GC, Yarden Y (1999). „Neuregulin-4: a novel growth factor that acts through the ErbB-4 receptor tyrosine kinase”. Oncogene. 18 (17): 2681—9. PMID 10348342. doi:10.1038/sj.onc.1202631.